# Michel Mulder
Michel Mulder, född den 27 februari 1986 i Zwolle, Nederländerna, är en nederländsk skridskoåkare.
Han tog OS-brons på herrarnas 1 000 meter och OS-guld på herrarnas 500 meter i samband med de olympiska skridskotävlingarna 2014 i Sotji.